# Andrea Busiri Vici
Andrea Busiri Vici (Roma, 7 gennaio 1818 – Roma, 12 novembre 1911) è stato un architetto italiano, discendente di una storica famiglia di architetti.

## Biografia
Andrea Busiri Vici nacque a Roma il 7 gennaio 1818, da Giulio Cesare Busiri, letterato romano, e Barbara Vici, unica figlia dell'architetto Andrea Vici di Arcevia (1743-1817). La madre sposò in seconde nozze, nel 1819, Clemente Folchi, architetto, ingegnere e archeologo romano, che intervenne nella sua formazione. Convittore a San Pietro in Vincoli, si dedicò dapprima alla pittura, poi seguì gli studi di architettura e ingegneria, laureandosi a pieni voti nel 1849. 
Nel corso della sua lunga esistenza, fece varie esperienze stilistiche, dal secondo neoclassicismo al neorinascimentale, al neogotico, detto stile umbertino.
Per oltre un quarantennio fu architetto della famiglia Doria, per la quale realizzò diverse opere tra cui a Roma: la cavallerizza, coperta con una struttura metallica, nel cortile di Palazzo Doria a via del Plebiscito; diversi interventi nella chiesa di Sant'Agnese in Agone a piazza Navona, tra cui le campane e la cripta; la sopraelevazione di palazzo Doria a piazza Navona; l'ampliamento di palazzo Doria su piazza Grazioli; la cappella votiva per i caduti francesi e l'arco di trionfo presso la villa Doria Pamphili al Gianicolo.
Come primo architetto della fabbrica di San Pietro, sotto i pontificati di Pio IX e Leone XIII, eseguì importanti opere tra cui: l'articolata sistemazione urbanistica di piazza Mastai a Trastevere; il Palazzo della Dataria Apostolica, sulla salita del Quirinale; il Collegio americano del Nord in via dell'Umiltà, e quello del Sud in piazza della Minerva; il monastero e la cappella votiva annessi alla basilica di S. Agnese in via Nomentana. Architetto del papa Pio IX, autore della sistemazione urbanistica del quartiere Mastai a Roma.
Come architetto della Sacra Congregazione di Propaganda Fide realizzò la trasformazione del palazzo in piazza Mignanelli e la cappella sepolcrale al Verano.
Come architetto di numerosi ordini religiosi, realizzò molte opere sacre, tra cui: i restauri della chiesa di San Lorenzo in Lucina, di Santa Maria in Trastevere, della Cappella dei Padri Maroniti all'Esquilino, della basilica lateranense, di Sant'Atanasio dei Greci in via del Babuino, di San Giorgio al Velabro, di Santa Maria in Domnica alla Navicella e di Trinità dei Monti; la chiesa di San Francesco de' Paoli; nel 1877 la cappella funeraria dell'ordine dei domenicani al Verano nel primo riquadro sinistro del Piazzale della Via Crucis, tra l'Ingresso monumentale e il Quadriportico.
Divenne accademico di merito dell'Accademia di San Luca dal 1859 e in seguito vi fu Professore della Cattedra di Architettura Pratica alla Scuola Ingegneri-Architetti. nel biennio 1886-1887 ricoprì la carica di presidente.
Fu membro di numerose altre accademie italiane e straniere tra cui: l'Accademia dei Virtuosi del Pantheon e le Accademie di Belle Arti e di Architettura di Londra, Parigi, Bologna, Firenze, Perugia, Milano, Ferrara, Urbino, Parma, Ravenna, Venezia, Modena.
Ricevette molte onorificenze pontificie e del Regno d'Italia: Architetto del Granduca di Toscana a Roma, Architetto del Cardinal Barberini e della Basilica di S. Maria in Trastevere, ingegnere ed architetto del Ministero dell'Interno, architetto del Capitolo di San Giovanni in Laterano, Cavaliere dell'Ordine di San Giorgio della Riunione del Regno di Napoli, e molti altri titoli. Morì a Roma il 12 novembre 1911.
Intervenne in molte delle principali opere storiche in Roma: le chiese di Sant'Agnese sulla via Nomentana, Sant'Agnese in Agone, San Giovanni in Laterano, Santa Maria Maggiore e San Lorenzo in Lucina e inoltre l'ala di Palazzo Doria Pamphilj su via della Gatta e vicolo Doria a Roma, Villa Pamphili e molte altre opere importanti. Per la facciata della chiesa di Santa Costanza nel 1871 elaborò anche un disegno classicista che però non fu eseguito.

## Archivio
L'Archivio dell'architetto Busiri Vici Andrea dichiarato di notevole interesse storico in data 30 luglio 1975, dopo un parziale intervento eseguito dagli eredi negli anni Novanta, è stato riordinato nel 2001 nell'ambito di un progetto di censimento e recupero degli archivi privati di architetti attivi a Roma e nel Lazio tra l'Unità d'Italia e il secondo dopoguerra, promosso dalla Soprintendenza Archivistica per il Lazio. Il fondo, di proprietà degli eredi, è conservato a Roma.